# ゲオルク・フリードリヒ・カール (ブランデンブルク＝バイロイト辺境伯)
ゲオルク・フリードリヒ・カール・フォン・ブランデンブルク（＝クルムバッハ）＝バイロイト（Georg Friedrich Karl von Brandenburg (-Kulmbach) -Bayreuth、1688年6月19日 - 1735年5月17日）はフランケン地方バイロイト侯領の辺境伯。クリスティアン・ハインリヒ・フォン・ブランデンブルク＝クルムバッハとその妻ゾフィー・クリスティアンとの長男。バイロイト辺境伯フリードリヒ・クリスティアンの兄。

## 生涯
フランケン系ホーエンツォレルン家の新しい家系であるクルムバッハ系（クルムバッハ＝バイロイト家の傍流）の出身であるが、1726年に後継者のない又従兄のバイロイト辺境伯ゲオルク・ヴィルヘルムの後継者となった。父に対しては『フォン・ブランデンブルク＝クルムバッハ』の呼称を用いるが、ゲオルク・フリードリヒ・カールについてはその統治した所領に基づいて『フォン・ブランデンブルク＝クルムバッハ＝バイロイト』、あるいは単に『フォン・ブランデンブルク＝バイロイト』の呼称を用いる。
ゲオルク・フリードリヒ・カールは、初めは大変に信仰深い母親の教えを受けた。その後、ビーレフェルトで綿密な学問を積んだ。1700年から1704年まで、デンマーク、フランス、オランダと西ヨーロッパ各地を広く学問旅行をして、見聞を広め、最後にユトレヒト大学で4年間学んだ。1708年に父が亡くなると家族の元に戻った。家族は、1704年からマクデブルク近郊のヴェーファーリンゲン城に暮らしていた。この城は、父親が自業自得の借金の末に結んだシェーンベルク協約により、ゲオルク・フリードリヒ・カールが持つフランケン地方のホーエンツォレルン家の所領に対する相続権をプロイセンのために放棄する見返りに、プロイセン王フリードリヒ1世からあてがわれた扶持であった。
ゲオルク・フリードリヒ・カールは父の死後、相続権放棄を撤回し、協約を破棄しようと試みた。この動きをプロイセン王国によるフランケン帝国クライスの解体を危惧するフランケン貴族達が支持した。特に、マインツ大司教でバンベルク司教君主のロタール・フォン・シェーンボルンとその甥に当たる帝国副首相のフリードリヒ・カール・フォン・シェーンボルンは、協約撤廃を強く主張した。こうした長く困難な交渉の末、1722年、ついに協約が撤廃され、これに従い莫大な借金を背負い込んだ。
ゲオルク・フリードリヒ・カールはこうしてバイロイト侯領を継承した。彼が統治権を掌握した後は、混乱した経済状況に大きな改善が見られ、彼自身も内政に特に注力した。多くの同時代の統治者達とは異なり、彼には政治的、あるいは軍事的野心はなく、敬虔主義者のアウグスト・ヘルマン・フランケが宗教生活に集中できるよう配慮したりしている。注目すべきは、教育・社会施設（孤児院など）の整備助成である。
しかし、息子フリードリヒの嫁にあたるヴィルヘルミーネ・フォン・バイロイトの回想録には、酒飲みで、すばらしい芸術にも関心を払わない、最も嫌な人物と書かれてしまっている。城館は彼の倹約癖のためかなり荒廃していた。宮廷社会では、面白みのない人物と思われていたのである。晩年は、かつては修道院であった建物をヒンメルクロン城に改築し、隠居しようと計画していた。

## 子供達
1709年にドロテア・フォン・ホルシュタイン＝ベック（1685年 - 1761年）と結婚した。
- ゾフィー・クリスティーネ・ルイーゼ（1710年 - 1739年）
- フリードリヒ（1711年 - 1763年） - ブランデンブルク＝バイロイト辺境伯
- ヴィルヘルム・エルンスト（1712年 - 1733年）
- ゾフィー・シャルロッテ・アルベルティーネ（1713年 - 1749年） - ザクセン＝ヴァイマル＝アイゼナハ公エルンスト・アウグスト1世と結婚
- ヴィルヘルミーネ・ゾフィー（1714年 - 1749年）